# 劉大杰

劉大杰（1904年—1977年11月26日），中國詩人、作家、中國文學研究者，筆名修士、湘君，湖南岳陽人。

## 生平
劉大杰於1904年出生於上海，就讀國立武昌大學時師從郁達夫，武昌大學畢業后到日本留學，早稻田大学文學部畢業。
1925年1月，劉大杰與胡雲翼等人在武昌市組織「藝林社」。
1941年12月，太平洋戰爭爆發，劉大杰一度遭侵華日軍拘禁。
1948年，劉大杰擔任暨南大學中文系教授，同年升任暨南大學文學院院長，同年完成並出版中國文學史專書《中國文學發展史》。
1949年後，劉大杰歷任復旦大學中文系教授、復旦大學研究組組長、復旦大學中文系代理主任、中國作家協會上海分會書記、中華全國文學藝術界聯合會常務委員會委員、中國農工民主黨上海市委員會副主任委員，文革期間被保護。1975年1月，劉大杰擔任第四屆全國人民代表大會代表。
1977年11月26日，劉大杰病逝於上海，享年73歲。

## 著作
《中國文學發展史》在1949年後因應政治環境而經歴了三次大修改，分別於1957年、1962年及1973年出版。後來廣泛流通的版本主要是1962年修訂版。鑑於中華民國大陸時期的初版仍具有獨特價值，近年復旦大學出版社將初版重新出版。
臺灣省戒嚴令時期，臺灣中華書局曾將《中國文學發展史》改名為《中國文學發達史》，刪除作者姓名及書中有關馬克思列寧主義的字句。2001年，劉大杰的女兒劉念和授權華正書局在台灣獨家出版發行《中國文學發展史》1962年修訂版〔ISBN 957-580-061-3、ISBN 978-957-580-061-1〕，此為該版本的完整版。

## 與毛澤東的交往
中國共產黨第八届十二中全会上，中国共产党中央委员会主席毛泽东親自下了最高指示，要保1批教授；复旦大学教授中，毛泽东保了周谷城、苏步青、谈家桢與刘大杰，人稱上海「4大典型」。
毛澤東到上海時，多次找劉大杰長談，一句話廣為流傳：「刘大杰先生，大作为何不送我拜读呢？」
毛泽东與劉大杰多次通信討論文學。1976年2月12日，毛泽东給劉大杰寫了一封后來收進了《建國以來毛澤東文稿》的信。